# Danh sách nhân vật trong Hành trình U Linh Giới
Bộ manga Hành trình U Linh Giới được sáng tác bởi Togashi Yoshihiro, có một hệ thống các nhân vật hư cấu rất rộng lớn. Đầu tiên phải kể đến là Urameshi Yūsuke, một học sinh tồi tệ tiêu biểu nhưng thực ra lại không tệ đến như vậy. Sau khi chết đi và được tái sinh, cậu trở thành một thám tử, giải mã các hiện tượng bất thường trong thế giới con người. Các nhân vật nổi bật khác như gia đình của Yusuke, bạn cùng trường, bạn bè, những người đồng minh trong công việc thám tử của cậu cũng như những người cai quản tối cao của Linh Giới - người ban cho cậu cuộc sống. Yusuke bắt đầu công việc của mình ở Nhân Giới, nhưng lại kết thúc cuộc phiêu lưu ở đường hầm và cuối cùng là giải đấu ở Ma Giới. Ở mỗi nơi cậu đến đều gặp thêm những kẻ thù cũng như một số đồng minh mới.

## Nhân vật chính diện
Có 4 nhân vật chính trong truyện là: Urameshi Yūsuke, Kuwabara Kazuma, Hiei, Kurama. Họ cùng nhau lập thành nhóm Reikai Tantei. Trong phần 2, Genkai gia nhập nhóm, là thành viên thứ 5 dưới danh nghĩa là nhóm Urameshi trong giải đấu hắc ám. Botan được xem như người hướng dẫn cho nhóm của Urameshi trong giải đấu hắc ám.

### Urameshi Yūsuke
- Tuổi: 14
- Lồng tiếng bởi: Sasaki Nozomu
- Urameshi Yūsuke (浦飯 幽助 (Phố Phãn U Trợ)?) - được biết tới như là sự đúc kết của tất cả mọi điều xấu của một cậu học sinh: từ nghỉ học, ngủ gật trong lớp cho đến đánh nhau trong và ngoài trường (cậu còn hút thuốc và uống rượu). Cậu chết trong khi cứu một đứa bé khỏi bị xe tông, đây là điều mà người giám hộ của cậu không hề lường trước. Koenma cho phép Botan trở thành người hướng dẫn của cậu để cậu có thể vượt qua thử thách trước khi tái sinh, cũng là để chứng minh rằng cậu là một người tốt thực sự. Sau khi vượt qua thử thách cậu đồng thời trở thành Reikai Tantei để bảo vệ con người khỏi sự đe doạ của quỷ dữ. Cậu cũng vô cùng quan tâm bảo vệ bạn gái từ thời thơ ấu của mình là Keiko và tránh để cô gặp rắc rối với Linh giới. Đến cuối truyện, cậu đã cầu hôn Keiko và hứa sẽ trở lại sau khi đến Ma giới để tìm hiểu về thân thế của mình.

Đòn tấn công chủ yếu của cậu là Reigun (霊丸 Reigan). Tập trung năng lượng vào đầu ngón tay trỏ và bắn ra như một viên đạn. Cậu đã tăng cường sức mạnh của thứ vũ khí này lên rất nhiều ở cuối câu chuyện.

### Kuwabara Kazuma
- Lồng tiếng bởi: Chiba Shigeru

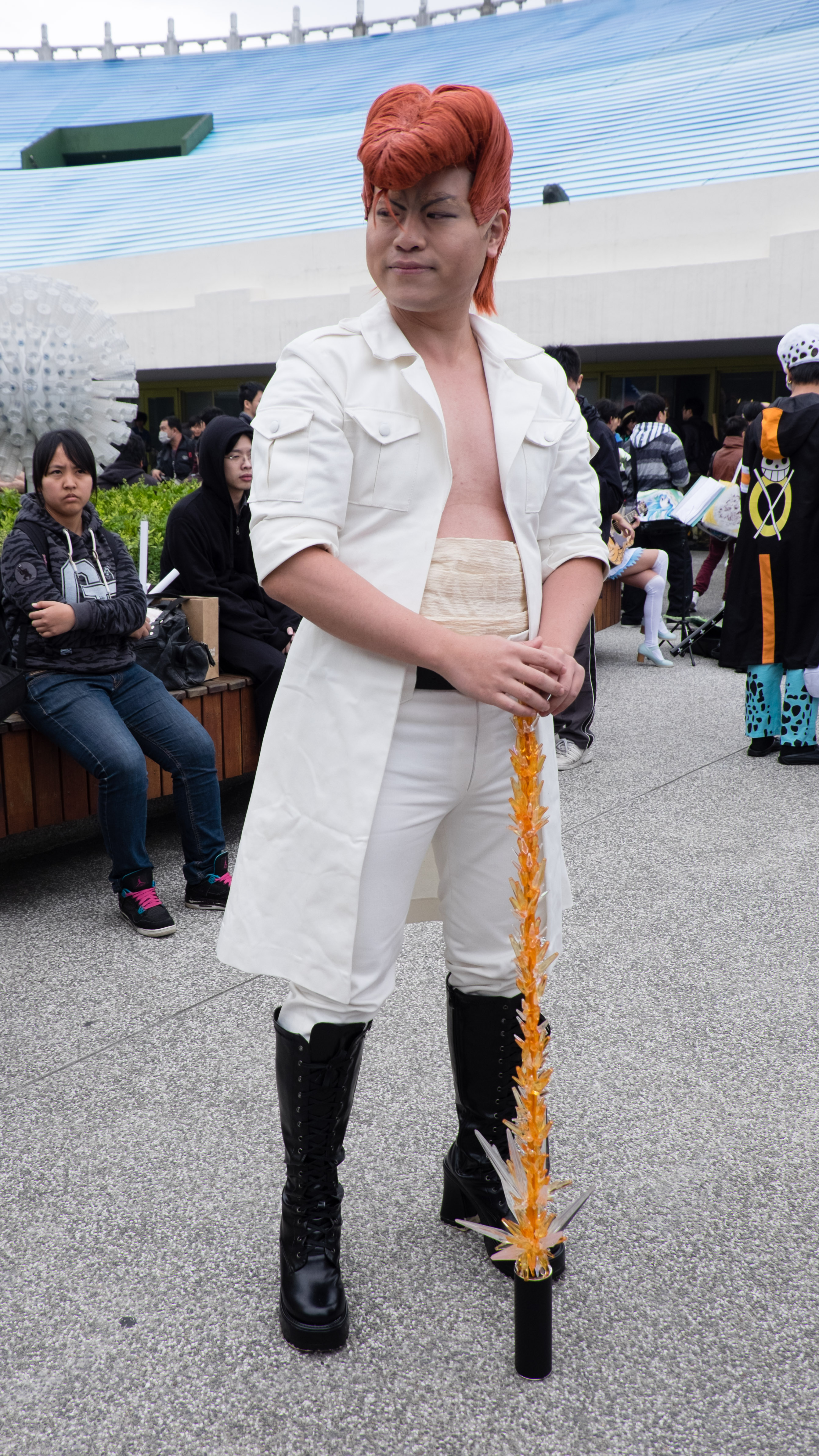
Hình ảnh Cosplay nhân vật Kazuma Kuwabara

- Kuwabara Kazuma (桑原 和真 (Tang Nguyên Hòa Chân)?) - là học sinh lì lợm thứ hai của trường Sarayashiki và luôn cố gắng để chiếm "ngôi vua" của Yusuke. Cậu có tình cảm đặc biệt đối với yêu băng Yukina (em gái của Hiei). Cậu luôn dành sự trung thành tuyệt đối với những người bạn của mình cũng như với các thành viên của nhóm Reikai Tantei. Luôn có một mối liên hệ đặc biệt giữa sức mạnh với cảm xúc của cậu (có thể thấy rõ lúc Yusuke bị giết bởi Sensui, cậu đã giải phóng được sức mạnh thực sự của cậu để sử dụng thanh kiếm bằng linh khí mạnh nhất). Mặc dù là nhân vật chính nhưng cậu lại không xuất hiện trong câu chuyện cuối cùng.

Kuwabara có một linh khí mạnh đến nỗi cậu có thể cảm nhận Yusuke sau khi cậu chết. Khả năng của cậu là tạo ra một thanh kiếm bằng linh khí của chính cậu Rei Ken (霊剣). Lúc đầu cậu cần một mảnh kiếm gỗ bị gãy của đối thủ để có thể sử dụng thanh kiếm, nhưng về sau cậu đã có thể tự tạo ra nó để dùng trong giải đấu hắc ám, cậu còn có thể tạo ra cùng lúc hai thanh "Spirit sword" để chiến đấu. Về sau, sức mạnh của cậu đã mạnh đến mức tạo ra được thanh kiếm có thể phá dễ dàng bức tường ngăn cách Ma giới với thế giới loài người. Kuwabara là con người mạnh nhất trong thế giới của truyện. Thanh kiếm linh khí cuối cùng của cậu có tên "Thứ Nguyên Đao", có thể cắt bất cứ thứ gì theo ý chủ nhân nó, kể cả không khí, nước, không gian thứ nguyên. Thanh kiếm này có thể giúp Kuwabara chém đến bất kì vị trí nào cho dù đối tượng cách xa bao nhiêu, hay thậm chí là ngăn cách trong không gian.

### Kurama

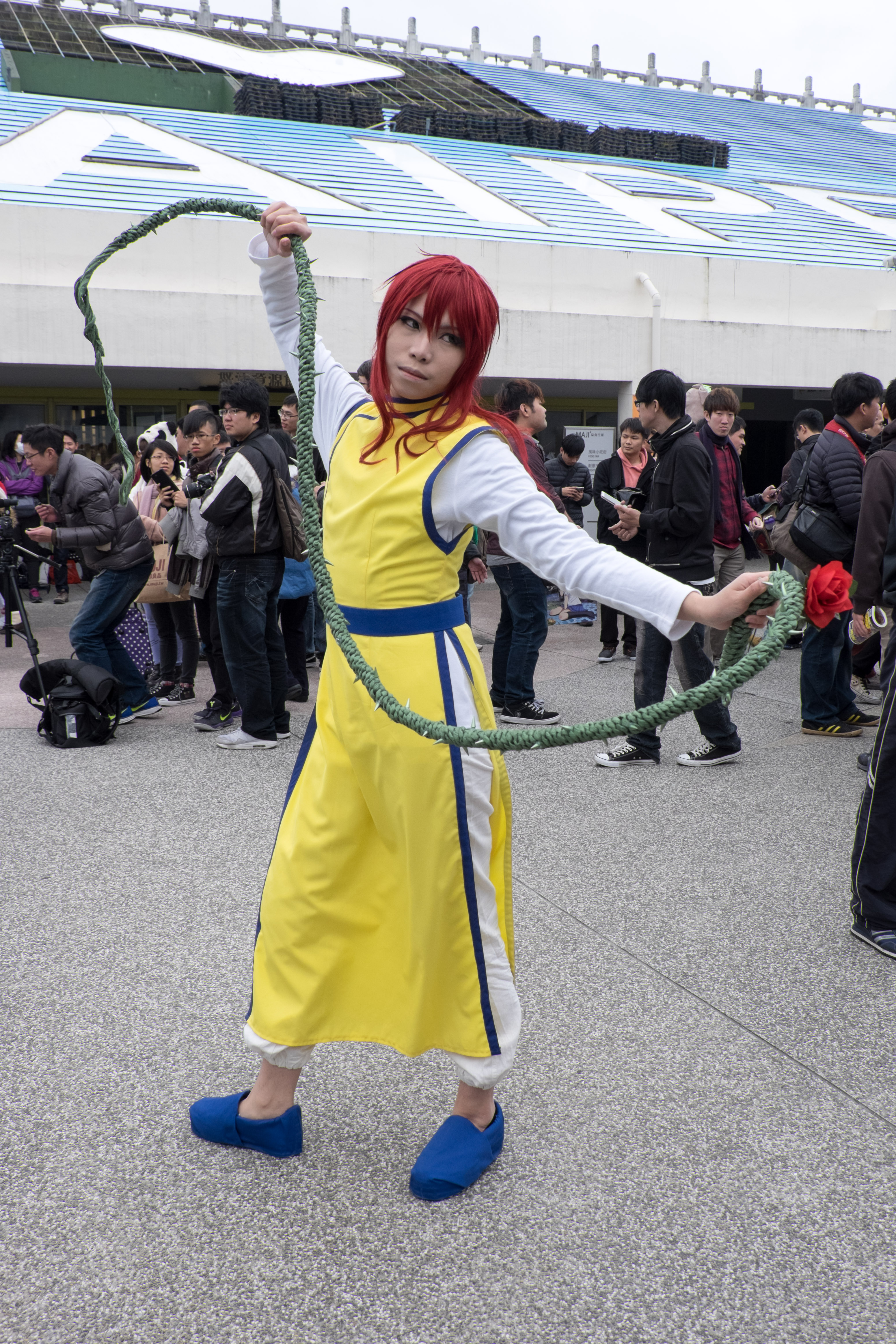
Cosplay nhân vật Kurama

- Lồng tiếng bởi: Ogata Megumi (Shūichi), Nakahara Shigeru (Youko)
- Kurama (蔵馬 (Tàng Mã)?) - vốn là yêu quái hồ li tinh hành nghề đạo tặc, trong một phi vụ bất thành, Kurama bị một thợ săn cõi âm truy sát và bắn trọng thương, cậu đã tẩu thoát lên cõi người trần và nhập vào một đứa bé sắp chào đời của một cặp vợ chồng trẻ. Trưởng thành sau 15 năm dưới tên Minamino Shuichi (南野 秀一 (Nam Dã Tú Nhất) Minamino Shūichi?), Kurama đã được ảnh hưởng nhiều bởi lối sống của con người: lịch thiệp, nói năng nhẹ nhàng, khoan dung hơn và là một người con hiếu thảo với người mẹ đã sinh ra cậu. Ngoài ra Kurama là một học sinh ưu tú và thông minh, rất được bạn bè ở trường chú ý và mến mộ.

Nhẫn nại và thông minh, Kurama sẽ làm mọi điều để có thể thực hiện được những thứ mình muốn cho dù nó có nguy hiểm đến đâu đi chăng nữa. Cậu thích dùng sức mạnh của tri thức, đánh vào điểm yếu của đối phương và sắp đặt chiến thuật chiến đấu cho riêng mình. Cậu có khứu giác cực nhạy của một con cáo và tích luỹ được nhiều kinh nghiệm qua nhiều năm, cậu còn có thể đọc được những gì người khác nói bằng cách nhìn miệng của họ.
Sức mạnh thực sự của cậu là điều khiển thực vật: cậu dùng thực vật làm vũ khí cực kì lợi hại và cũng am hiểu rất rõ về từng loại thực vật (điểm mạnh, điểm yếu cũng như thông thạo cách sử dụng). Vũ khí cậu thường dùng là Rōzu Uippu (薔薇棘鞭刃). Ngoài ra cậu cũng có thể biến thành hình dạng yêu quái thực sự của mình.
Yōko Kurama (妖狐蔵馬) - là con cáo yêu tinh bị nhốt trong cơ thể của Minamino Shūichi. Đó là một con yêu cáo màu bạc với bốn chiếc đuôi. Nó còn có hình dạng một con người với mái tóc bạch kim dài, một chiếc đuôi và hai cái tai cáo trên đầu. Trong hình dạng đó, Kurama trở nên mạnh hơn và sử dụng vũ khí của mình tốt hơn, nhưng đồng thời cũng rất tự cao (điều này cũng khiến Kurama có những nhận định sai lầm về đối thủ).

### Hiei
- Lồng tiếng bởi: Hiyama Nobuyuki

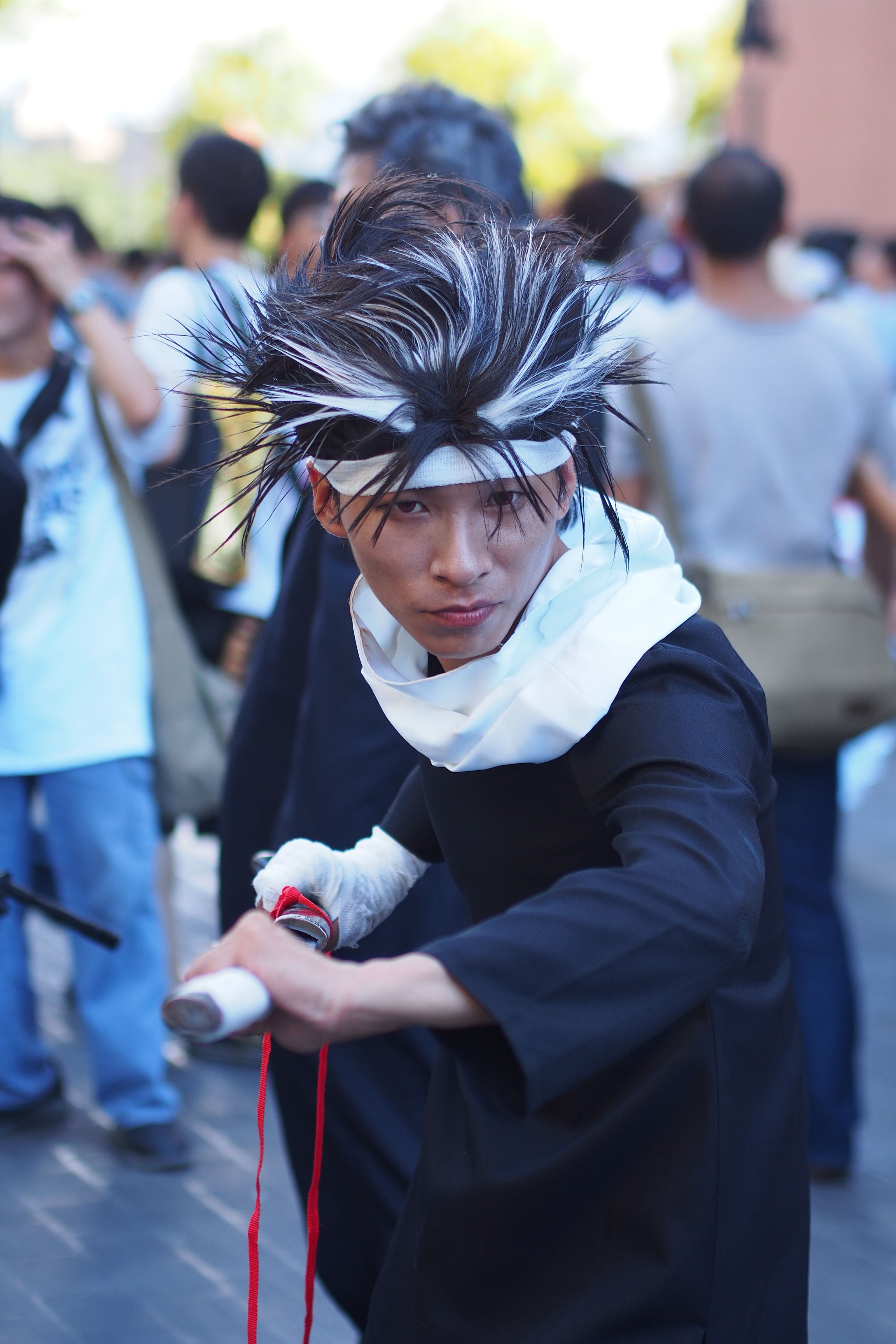
Cosplay nhân vật Hiei

- Hiei (飛影 (Phi Ảnh)?) hay còn được biết đến với tên Jaganshi Hiei (邪眼師 (Tà Nhãn Sư)?) - là con của một Korime (氷女 (Băng Nữ) Kōrime?) và yêu quái lửa (火妖怪?). Mẹ của cậu, Hina, bị buộc phải vứt bỏ cậu do luật lệ nơi mẹ cậu sống không cho phép có con trai. Hiei được một nhóm cướp nuôi nấng và được dạy giết chóc từ rất sớm. Toàn bộ ký ức về quá khứ mà câu có là sợi dây chuyền mang một viên ngọc Hiruiseki (氷涙石 nước mắt của băng nữ?) kỉ vật mà mẹ cậu đã để lại cho cậu. Sợi dây chuyền đã bị cậu đánh mất trong một trận chiến. Để tìm lại nó, cậu đã giành được Jagan (邪眼 (Tà Nhãn)?). Nhờ vậy mà cậu tìm được nơi mà cậu sinh ra và người mẹ đau khổ của mình. Hiei cũng biết được rằng mình cũng có một người em gái sinh đôi, Yukina, cô bé đã rời khỏi làng từ lâu. Sau đó, Hiei quyết định đi tìm cô bé.

Như một hậu quả tất yếu của việc sử dụng mắt quỷ, năng lượng của cậu thường bị kiệt quệ. Và sau mỗi lần bình phục, cậu khám phá ra rằng nó ban cho cậu rất nhiều sức mạnh bao gồm thôi miên, ngoại cảm, nhìn được tương lai và điều khiển mọi thứ bằng mắt. Jagan còn có thể biến cậu thành hình dạng một yêu quái với làn da màu xanh lá, toàn thân được bao phủ bởi rất nhiều con mắt. Nhưng Hiei rất ít khi sử dụng hình dạng đó bởi cậu bảo rằng nó rất khó điều khiển. Khi chiến đấu, Hiei thường dụng sức mạnh của tốc độ và kĩ năng dùng kiếm của mình. Cậu còn có tuyệt chiêu rất mạnh là Jaō Ensatsu Kokuryūha (邪王炎殺黒龍波 (Tà Vương Diễm Sát Hắc Long Ba)). Nhưng ban đầu, cậu không biết cách điều khiển tuyệt chiêu này, sau này cậu đã biết hợp nhất với con rồng để điều khiển nó, ngoài ra nó còn tăng sức tấn công và phòng thủ của cậu. Tuy nhiên, tuyệt chiêu này cũng làm cậu hao tổn rất nhiều sức mạnh khiến cậu hôn mê trước khi năng lượng của cậu bị kiệt quệ.

### Genkai
- Lồng tiếng bởi Kyōda Hisako (Lúc già), Hayashibara Megumi (Lúc trẻ) (Tiếng Nhật)
- Genkai (幻海 (Huyễn Hải)?) - từng là một anh hùng nay đã già và giờ ở trong một ngôi đền lớn. Hồi trẻ, bà là người yêu của Toguro em (người đã trở thành quỷ sau giải đấu hắc ám). Bà là người đã dạy dỗ Yusuke cũng như trao cho cậu sức mạnh của mình để cậu chiến thắng trong giải đấu hắc ám. Bà cũng trực tiếp gia nhập nhóm của Yusuke để giúp cậu. Sau khi trao toàn bộ sức mạnh bà có cho Yusuke, bà đã không đủ sức để chiến đấu với Toguro và bị hắn giết. Bà cũng đã giúp Yusuke chuẩn bị cho cuộc chiến với Sensui và giúp cậu trở về từ ma giới.

Bà là người sáng tạo ra Shū no Ken (修の拳 (Tu Chi Quyền)), một tuyệt chiêu vô cùng mạnh để huỷ diệt hoàn toàn năng lượng của quỷ. Bằng việc sử dụng sức mạnh của mình, bà có thể trẻ lại thành một thiếu nữ 20 (lúc mà bà đang ở đỉnh cao của sức mạnh).

## Nhân vật phản diện

### Rando
- Lồng tiếng bởi: Inoue Yō
- Randō (乱童 (Loạn Đồng)?)

### Tứ đại ma thú
- Genbu (玄武?)
- Byakko (白虎?)
- Seiryu (青龍?)
- Suzaku (朱雀?)

### Nhóm Lục Du Quái
- Roto (呂屠 (Lã Chư)?)
- Zeru (是流 (Thị Lưu)?)

#### Rinku
- Lồng tiếng bởi: Kondo Yoshiko
- Rinku (鈴駒 (Linh Câu)?)

#### Chu
- Lồng tiếng bởi: Wakamoto Norio
- Chū (酎 (Trửu)?)

### Nhóm của bác sĩ Ichigaki

#### Bác sĩ Ichigaki
- Lồng tiếng bởi: Saikachi Ryuuji
- Dr. Ichigaki (Dr.イチガキ?)

### Nhóm Ma Tính Sứ
Mashōtsukai Chīmu (魔性使いチーム)
- Gama (画魔 (Họa Ma)?)
- Bakken (爆拳 (Bạo Quyền)?)
- Risho (吏将 (Lại Tướng)?)

#### Toya
- Lồng tiếng bởi: Matsumoto Yasunori
- Tōya (凍矢 (Đông Thi)?)

#### Jin
- Lồng tiếng bởi: Yamaguchi Kappei
- Jin (陣 (Trận)?)

### Nhóm Lí Ngự Già

#### Shishi Wakamaru
- Shishiwakamaru (死々若丸 (Tử Tử Nhã Hoàn)?)

### Suzuka
- Suzuka (鈴木 (Linh Mộc)?)

### Nhóm Toguro

#### Toguro em
- Lồng tiếng bởi: Genda Tesshō
- Toguro-otouto (戸愚呂弟 (Hộ Ngu Lã Đệ)?)

#### Toguro anh
- Lồng tiếng bởi: Suzuki Katsumi
- Toguro-ani (戸愚呂兄 (Hộ Ngu Lã Huynh)?)

#### Karasu
- Lồng tiếng bởi: Horikawa Ryō
- Karasu (鴉 (Nha)?)

#### Bui
- Lồng tiếng bởi: Kaneo Tetsuo
- Bui (武威 (Vũ Oai)?)

#### Sakyo
- Lồng tiếng bởi: Furuta Nobuyuki
- Sakyo (左京 (Tá Kinh) Sakyō?)

### Nhóm Sensui Seven

#### Sensui Shinobu
- Lồng tiếng bởi: Naya Rokurō
- Sensui Shinobu (仙水 忍 (Tiên Thủy Nhẫn)?)

#### Itsuki
- Lồng tiếng bởi: Tsujitani Kooji
- Itsuki (樹 (Thụ)?)

#### Hagiri Kaname
- Lồng tiếng bởi: Sekiguchi Eiji
- Hagiri Kaname (刃霧要 (Nhẫn Vụ Yếu)?)

#### Kamiya Minoru
- Lồng tiếng bởi: Arakawa Taro
- Kamiya Minoru (神谷 実 (Thần Cốc Chí)?)

#### Mitarai Kiyoshi
- Lồng tiếng bởi: Matsumoto Rika
- Mitarai Kiyoshi (御手洗 清志 (Ngự Thủ Tiển Sảnh Chí)?)

#### Amanuma  Tsukihito
- Lồng tiếng bởi: Monica Rial
- Amanuma Tsukihito (天沼 月人 (Thiên Chiểu Nguyệt Nhân)?)

#### Makihara Sadao
- Lồng tiếng bởi: Morikawa Toshiyuki
- Makihara Sadao (巻原 定男 (Quyển Nguyên Đính Nam)?)

### Nhóm ở Ma giới

#### Yomi
- Lồng tiếng bởi: Ebara Masashi
- Yomi (黄泉 (Hoàng Tuyền)?)

#### Mukuro
- Lồng tiếng bởi: Takayama Minami
- Mukuro (軀 (Khu)?)

#### Raizen
- Raizen (雷禅 (Lôi Thiền)?)

#### Shigure
- Shigure (時雨 (Thời Vũ)?)

## Bạn bè

### Yukimura Keiko
- Tuổi:14
- Lồng tiếng bởi: Amano Yuri
- Yukimura Keiko (雪村 螢子 (Tuyết Thôn Huỳnh Tử)?) - là bạn từ thời thơ ấu của Yusuke. Càng ngày họ càng như trở thành hai thái cực; Keiko thì trung thực, một học sinh gương mẫu; còn Yusuke thì càng ngày càng hư hỏng nhưng bướng bỉnh như một đứa trẻ. Tuy nhiên, cả hai là thân thiết với nhau đến nỗi cha mẹ của Keiko đã nhận Yusuke vào làm cho quán ăn của họ. Sau khi Yusuke chết, cậu được cho một cơ hội để tái sinh nếu ai đó hôn thân xác cậu, và người đó là Keiko. Yusuke đã cố gắng rất nhiều để Keiko không gặp rắc rối với sự đe dọa của quỷ trong khi cậu thực hiện nhiệm vụ của một Reikai Tantei. Sau khi nghe nhiều lời nói dối không thể tin được từ Botan, cô phát hiện sự thật về những nguy hiểm mà Yusuke phải đối mặt trong giải đấu hắc ám, và cô đã quyết định giúp đỡ Yusuke trong hành trình đầy nguy hiểm trước mắt.

Keiko sinh ngày 31 tháng 1, cô 14 tuổi trong đoạn đầu câu chuyện. Cô có nhóm máu A, nấu ăn và dọn dẹp là thói quen của cô.

### Koenma
- Lồng tiếng bởi: Tanaka Mayumi
- Koenma (コエンマ?) - là con của vua Enma (người đứng đầu của linh giới-giống như Ngọc Hoàng), cũng là người đảm nhiệm công việc giống như cha của mình. Koenma thường xuất hiện trong hình dạng một đứa trẻ mới biết đi với một cái núm vú trên miệng. Trong truyện cậu tự bảo rằng mình đã 700 tuổi.Sức mạnh của cậu nằm trong cái núm vú của cậu,nó ẩn chứa sức mạnh để tạo kết giới,hàn gắn vết thương và đem linh hồn nhập lại vào cơ thể. Koenma có những kiến thức uyên bác về vũ trụ và lịch sử và chúng rất có ích mỗi khi cậu cần.Cậu cũng là một dạng nhân vật nhút nhát và phổ thông trong các tiểu thuyết. Cậu có thể biến thành một chàng trai trẻ, tuy nhiên cậu lại thích che giấu mình trong hình dạng một cậu bé hơn.

### Botan
- Lồng tiếng bởi: Miyuki Sanae
- Botan (ぼたん?) - là một nhân vật luôn rất vui vẻ và luôn tràn đầy sức sống, nhiệm vụ của cô là làm người dẫn đường xuống âm phủ cho những linh hồn khác. Cô có một mái tóc màu xanh da trời dài và luôn cột kiểu đuôi ngựa, mặc một bộ Kimono màu hồng tươi. Phương tiện đi lại của cô là một cái mái chèo, cô thường ngồi trên đó và bay qua lại giữa hai thế giới. Những điều này bắt nguồn từ những thần thoại của Nhật Bản và Trung Quốc. Màu xanh da trời (màu da và cũng là màu tóc) là mối liên kết với vùng đất của cái chết và cũng liên hệ với vùng đất của sự sống; và một điều lạ là người chèo thuyền lại là một cô gái (không phải là một người đàn ông chèo thuyền lực lưỡng) chèo thuyền để đưa các linh hồn lạc lối qua suối vàng. Botan làm việc rất chăm chỉ, rất quan tâm đến người khác và luôn cố giấu nỗi buồn của mình trước mặt mọi người. Botan không tham gia chiến đấu như những người xung quanh. Nếu phải chiến đấu, cô thường dùng những vũ khí như mái chèo của mình hay gậy bóng chày (dù những thứ đó không hữu dụng trong việc chiến đấu với quỷ). Cô có thể sử dụng bất kì khả năng nào của một Reikai Tantei như Yusuke như là tập trung nhìn xuyên tường bằng "Linh nhãn" để tìm Hiei. Botan còn có thể dùng sức mạnh của mình để chữa trị cho người khác và tạo ra kết giới để bảo vệ mọi người.

Độ tuổi, nhóm máu cũng như ngày sinh của cô đều không xác định. Thói quen của cô là bay lượn trên bầu trời bằng mái chèo của mình.

### Kuwabara Shizuru
- Tuổi: 17 - 20 trong anime
- Lồng tiếng bởi: Orikasa Ai

### Yukina
- Lồng tiếng bởi: Shiratori Yuri
- Yukina (雪菜 (Tuyết Thái)?) - Một Kōrime (氷女 (Băng Nữ)?), nước mắt của cô có thể đông lại thành những viên đá quý hiếm Hiruiseki (氷涙石 nước mắt của băng nữ?) vô giá (một đặc tính của giống loài Kōrime). Yusuke, Botan và Kuwabara đã cứu cô khỏi tay Tarukane Gonzo, một thương gia chợ đen đang tra tấn cô để lấy ngọc. Cô xuất hiện lại sau đó trong bộ truyện, tìm kiếm người anh của mình. Cô không biết sự thật rằng Hiei chính là anh ruột của cô, và rằng Kuwaraba đang thích cô. Là một Kōrime, cô có khả năng tạo ra không khí lạnh, cũng như sử dụng sức mạnh chữa trị.

### Kido Asato
- Tuổi: 15
- Lồng tiếng bởi: Koyasu Takehito
- Kido Asato (木戸 亜沙斗 (Mộc Hộ Á Sá Đấu)?)

### Kaito Yu
- Tuổi: 17
- Lồng tiếng bởi: Futamata Issei
- Kaitō Yū (海藤 優 (Hải Đằng Ưu)?)

### Yanagisawa Mitsunari
- Tuổi: 16
- Lồng tiếng bởi: Madono Mitsuaki
- Yanagisawa Mitsunari (柳沢 光成 (Liệu Dịch Quang Thành)?)

### Pu
- Lồng tiếng bởi: Shiratori Yuri
- Pū (ぷう?) hay Pūsuke (ぷう助?) là linh thú của Yusuke. Để được hồi sinh, Koenma đưa cho Yusuke một quả trứng linh thú vàng.

### Urameshi Atsuko
- Tuổi: 29
- Lồng tiếng bởi: Sōmi Yōko

Nhân vật này là mẹ của Yusuke. Chỉ xuất hiện trong phần đầu của Anime, nhưng bà hiện ra với nhiều tính cách khác nhau, khi thì suốt ngày bia rượu, sau xỉn; khi thì đau buồn tột cùng với cái chết của con.

### George
George Saotome (ジョルジュ 早乙女)

### Ruka
Ruka (瑠架)

## Một số thuật ngữ
Reikai Tantei là tên được đặt cho những người bảo vệ thế giới con người (Ningenkai) không bị quấy rối từ ma quỷ, quái vật, và yêu quái xuất phát từ Makai. Reikai Tantei thường được Koenma, hoàng tử của Linh giới, thế giới của cái chết và linh hồn, lựa chọn.
Ningenkai là Thế giới con người.
Reikai là thế giới của linh hồn, và những gì sau khi chết đi của cả quỷ và người. Một kiểu tương tự như Thiên đàng.
Makai là Thế giới nơi ma quỷ cư ngụ.
Meikai tương tự như Địa ngục, từng là nơi sau khi chết của ma quỷ, nhưng bị phong ấn sau khi người thống trị nó tìm cách chinh phục những vương quốc khác.
Reiki Năng lượng linh hồn do con người sở hữu.
Seikouki Loại năng lượng thần thánh do Sensui Shinobu và vài cư dân của Linh giới sở hữu.
Youki Năng lượng do ma giới sở hữu.

## Phân hạng
Thứ bậc của ma quỷ được chia theo bậc chữ. Hạng E là hạng quỷ yếu nhất, chỉ mạnh hơn một chút so với người bình thường. Trong khi đó, hạng S là hạng quỷ mạnh nhất. Mỗi cấp bậc cũng có hạng nhỏ hơn gồm có hạng thấp (hoặc -), trung, và cao (hoặc +). Ví dụ, hạng S có ba hạng nhỏ hơn: S-, S, và S+. Người ta không dùng chúng để phân hạng con người, và khi đánh giá sức mạnh con người, họ thường nói rằng sức mạnh cá nhân đó tương đương với một hạng quỷ nào đó. "S+" chỉ ra rằng cá nhân đó nằm ở thứ hạng cao nhất trong bậc thứ hạng. Trong Saga của Ba quốc vương, có vẻ như nhiều con quỷ đã vượt qua được hạng S cao, do đó YuYu Hakusho đã đưa vào hệ thống số. 80.000 trên hệ thống này tương đương với hạng B trung,120.000 là A trung, và 200.000 là S trung.
Hạng E trung 100
Hạng D trung 2.000
Hạng C trung 24.000
Hạng B trung 80.000
Hạng A trung 120.000
Hạng S thấp 150.000
Hạng S trung 200.000
Hạng S cao 1.000.000 trở lên
Một điều rất thú vị là sức mạnh của Yusuke và những người bạn của cậu leo lên rất nhanh qua từng tập truyện. Vào đầu bộ truyện, Yusuke và Kuwabara chỉ có mức năng lượng hạng E. Đến Saga của Ba quốc vương, Kuwaraba sở hữu năng lượng hạng A trung và Yusuke sở hữu năng lượng hạng S cao. Sensui phải mất sáu năm để tăng lên sức mạnh hạng S thấp trong khi Yusuke đi từ hạng E lên hạng S cao chỉ trong vòng chưa đầy hai năm (mặc dù do những tình huống và kinh nghiệm đặc biệt). Đến trước Saga của Ba quốc vương, tất cả những người bạn và đồng minh của Yusuke đã mạnh hơn anh em Toguro, bao gồm cả những người vượt qua giải đấu hắc ám.